# Ridge Racer Revolution
Ridge Racer Revolution és un videojoc de curses d'estil màquina recreativa desenvolupat i publicat per Namco per a la Playstation el 1995. Es tracta de la seqüela de Ridge Racer per a la Playstation (com Ridge Racer 2 ho és per a màquines recreatives). S'hi pot jugar amb el controlador NeGcon de Namco. Igual que en el Ridge Racer original, el jugador competeix amb cotxes controlats per la consola per guanyar una sèrie de curses. Ridge Racer Revolution afegeix dos cotxes ocults i la possibilitat de jugar amb dos jugadors mitjançant el PlayStation Link Cable. El temps de producció fou més o menys el mateix que el del joc original. L'objectiu de Namco era donar més profunditat al joc i afegir-hi noves opcions.